# Кукер (хижа)
„Кукер“ е туристическа хижа, намираща се в местността „Златните мостове“ в планината Витоша. Представлява триетажна сграда с ресторант и паркинг. 
Хижата е обновена изцяло през 2005 година.

## Изходни пунктове
- местността Златните мостове (последна спирка на автобус № 63) – в непосредствена близост
- село Владая – 1,40 часа
- квартал Княжево – 2,15 часа

## Съседни туристически обекти
- хижа „Септември“ – 25 минути
- хижа „Планинец“ – 25 минути
- хижа „Еделвайс“ – 1 час
- хижа „Момина скала“ – 35 минути
- хижа „Планинарска песен“ – 1 час
- хижа „Кумата“ – 50 минути